# 石井忠尊
石井 忠尊（いしい ただのり）は、戦国時代の武将。肥前国の戦国大名龍造寺氏の家臣。通称は孫三郎。

## 経歴
龍造寺氏の重臣石井石見守忠繁の三男として誕生。母は大乗坊長勝の娘で佐賀藩祖鍋島直茂の従姉にあたる。忠尊は鍋島清久のひ孫である。父、兄と共に龍造寺隆信に仕えた。
元亀元年（1570年）、肥前国に侵攻した大友宗麟の軍勢に備え、隆信の命を受け、一隊を率いて肥前国高尾村に布陣した。
大友方の田尻鑑種隊と交戦。忠尊らは兵力では田尻隊に劣っていたものの、忠尊が陣中で「ここを豊後・筑後勢に突破されては、肥前武士の恥辱である。ここは一兵たりとも通すな」と配下の将兵に檄を飛ばし、忠尊ら主従8名は敵陣深くに攻め込み討死した。田尻隊は忠尊らの攻撃が執拗であったため、攻略を諦めて、撤退した。
家督は子の五郎右衛門正国が継ぎ、後に蓮池城番をつとめた。孫の治部左衛門正則は、島原の乱の際には、小荷駄奉行として活躍した。
子孫は佐賀藩主鍋島氏に仕えて、曾孫の九郎右衛門正證の代には、着座として遇されている。